# San Juan de la Cruz, Guerrero
San Juan de la Cruz är en ort i Mexiko.   Den ligger i kommunen Coyuca de Catalán och delstaten Guerrero, i den södra delen av landet, 210 km sydväst om huvudstaden Mexico City. San Juan de la Cruz ligger 274 meter över havet och antalet invånare är 616.
Terrängen runt San Juan de la Cruz är kuperad åt sydväst, men åt nordost är den platt. Runt San Juan de la Cruz är det ganska glesbefolkat, med 22 invånare per kvadratkilometer. Närmaste större samhälle är Ciudad Altamirano, 10,2 km norr om San Juan de la Cruz. Omgivningarna runt San Juan de la Cruz är en mosaik av jordbruksmark och naturlig växtlighet.